# Villers-Sir-Simon
Pour les articles homonymes, voir Villers.
Villers-Sir-Simon est une commune française située dans le département du Pas-de-Calais en région Hauts-de-France.
La commune fait partie de la communauté de communes des Campagnes de l'Artois qui regroupe 96 communes et compte 33 141 habitants en 2021.

## Géographie

### Localisation
Localisée dans le sud-est du département du Pas-de-Calais, Villers-Sir-Simon est une commune située, à vol d'oiseau, à 13 km au sud-est de la commune de Saint-Pol-sur-Ternoise et à 21 km à l'ouest de la commune d’Arras (aire d'attraction, chef-lieu d'arrondissement et préfecture du Pas-de-Calais).
Le territoire de la commune est limitrophe de ceux de cinq communes.
Les communes limitrophes sont Penin, Ambrines, Givenchy-le-Noble, Izel-lès-Hameau et Manin.

### Géologie et relief
La superficie de la commune est de 2,47 km2 ; son altitude varie de 119  à   136 mètres.

### Hydrographie
La commune est située dans le bassin Artois-Picardie. Elle n'est drainée par aucun cours d'eau,.

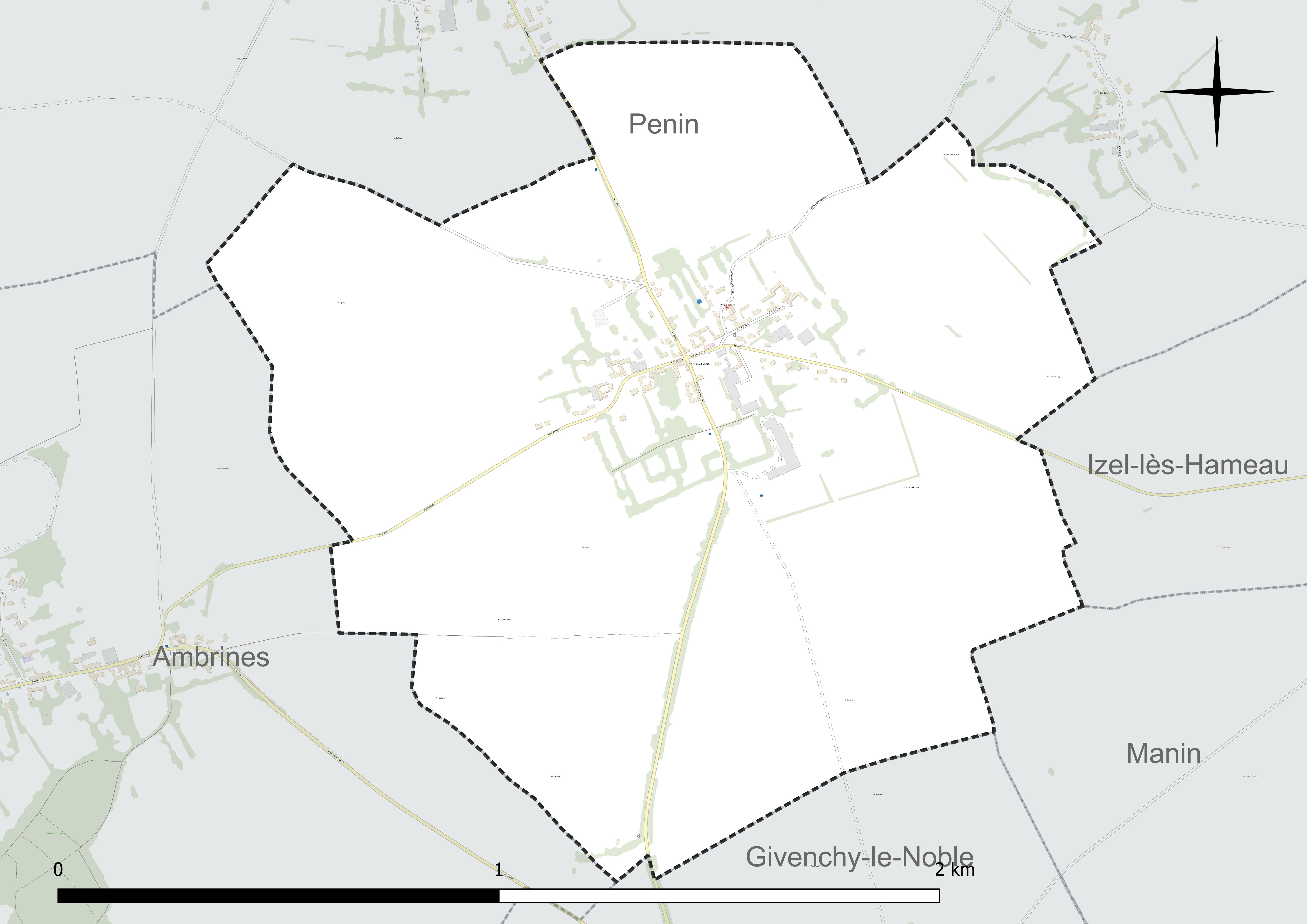
Réseau hydrographique de Villers-Sir-Simon.

### Climat
Pour des articles plus généraux, voir Climat des Hauts-de-France et Climat du Nord-Pas-de-Calais.
En 2010, le climat de la commune est de type climat océanique dégradé des plaines du Centre et du Nord, selon une étude du CNRS s'appuyant sur une série de données couvrant la période 1971-2000. En 2020, Météo-France publie une typologie des climats de la France métropolitaine dans laquelle la commune est exposée à un climat océanique et est dans la région climatique Côtes de la Manche orientale, caractérisée par un faible ensoleillement (1 550 h/an) ; forte humidité de l'air (plus de 20 h/jour avec humidité relative > 80 % en hiver), vents forts fréquents.
Pour la période 1971-2000, la température annuelle moyenne est de 10,1 °C, avec une amplitude thermique annuelle de 14,1 °C. Le cumul annuel moyen de précipitations est de 850 mm, avec 12,9 jours de précipitations en janvier et 9,4 jours en juillet. Pour la période 1991-2020, la température moyenne annuelle observée sur la station météorologique la plus proche, située sur la commune de Saulty à 12 km à vol d'oiseau, est de 10,4 °C et le cumul annuel moyen de précipitations est de 899,7 mm,. Pour l'avenir, les paramètres climatiques de la commune estimés pour 2050 selon différents scénarios d'émission de gaz à effet de serre sont consultables sur un site dédié publié par Météo-France en novembre 2022.

### Paysages
Pour un article plus général, voir Paysage en France.
La commune est située dans les « paysages des grands plateaux artésiens et cambrésiens » tels qu'ils sont définis dans l'atlas de paysages de la région Nord-Pas-de-Calais, conçu par la direction régionale de l'Environnement, de l'Aménagement et du Logement (DREAL),. 
Ces « paysages des grands plateaux artésiens et cambrésiens », qui concernent 238 communes, sont dominés par les « grandes cultures » de céréales et de betteraves industrielles qui représentent 70 % de la surface agricole utilisée (SAU).

## Urbanisme

### Typologie
Au 1er janvier 2024, Villers-Sir-Simon est catégorisée commune rurale à habitat dispersé, selon la nouvelle grille communale de densité à sept niveaux définie par l'Insee en 2022.
Elle est située hors unité urbaine. Par ailleurs la commune fait partie de l'aire d'attraction d'Arras, dont elle est une commune de la couronne,. Cette aire, qui regroupe 163 communes, est catégorisée dans les aires de 50 000 à moins de 200 000 habitants,.

### Occupation des sols
L'occupation des sols de la commune, telle qu'elle ressort de la base de données européenne d'occupation biophysique des sols Corine Land Cover (CLC), est marquée par l'importance des territoires agricoles (100 % en 2018), une proportion identique à celle de 1990 (100 %). La répartition détaillée en 2018 est la suivante : 
terres arables (72,8 %), prairies (27,2 %). L'évolution de l'occupation des sols de la commune et de ses infrastructures peut être observée sur les différentes représentations cartographiques du territoire : la carte de Cassini (XVIIIe siècle), la carte d'état-major (1820-1866) et les cartes ou photos aériennes de l'IGN pour la période actuelle (1950 à aujourd'hui).

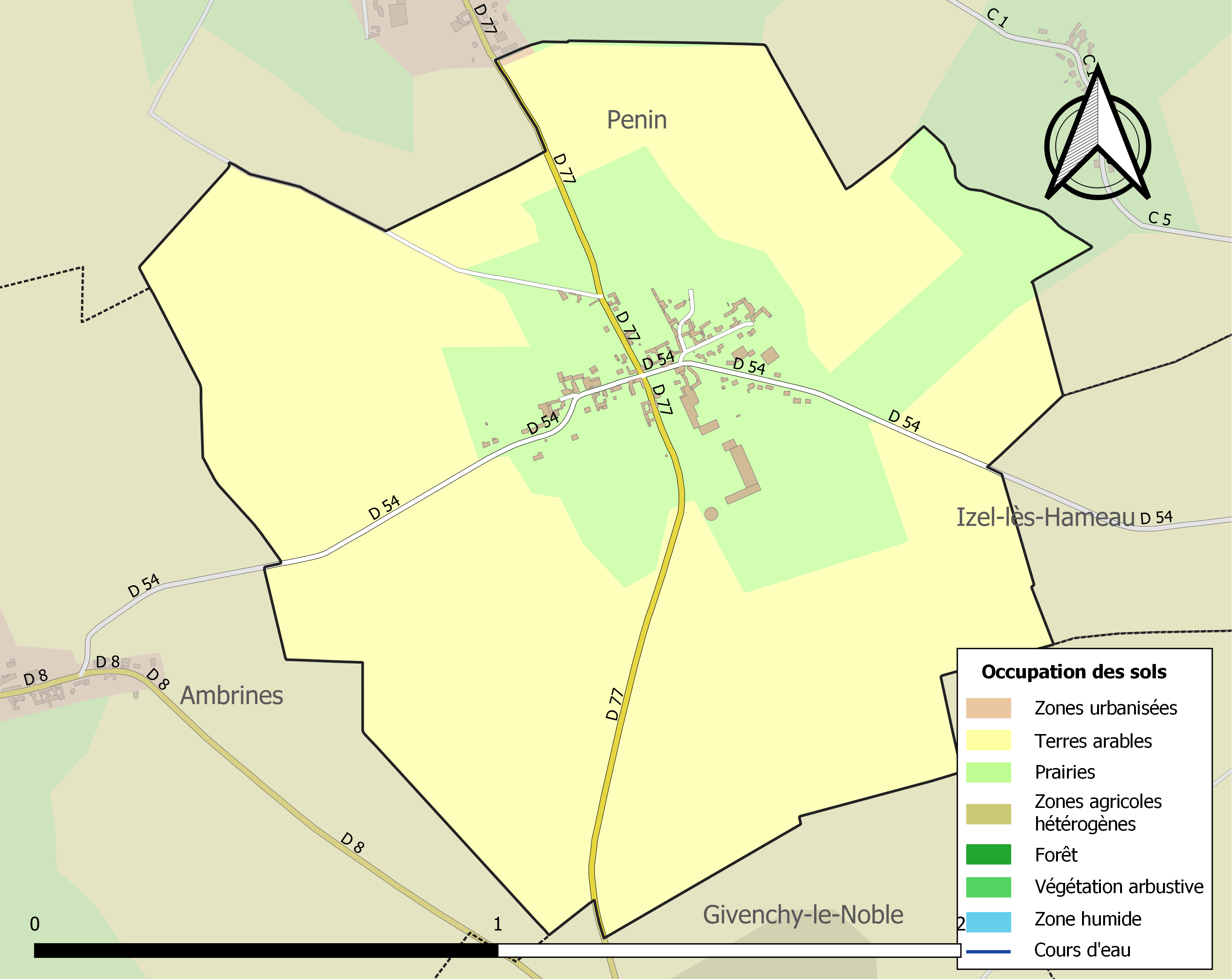
Carte des infrastructures et de l'occupation des sols de la commune en 2018 (CLC).

## Toponymie
Le nom de la localité est attesté sous les formes Vileirs en 1200 ; Vilers en 1296 ; Villers-Messire-Simon en 1429 ; Villers-sur-Simon en 1515 ; Villers-Saint-Simon en 1640.
Villers est un appellatif toponymique français qui procède généralement du gallo-roman villare, dérivé lui-même du gallo-roman villa « grand domaine rural », issu du latin villa rustica. Il est apparenté aux types toponymiques Villars, Viller, Villiers, Weiler et Willer.
Sir Simon est le nom du seigneur du lieu, nommé Simon de Villars, chevalier croisé du XIIe siècle (cité dans une charte de 1152 en tant que Seigneur de cette terre et de celle d'Ambrines), qui partit aux croisades après avoir affranchi ses manants et donné une importante partie de sa fortune à la « table des pauvriseurs de sa seigneurie ». A son retour, il ne réclama pas la restitution de ses biens. Aussi, pour honorer la mémoire de cet homme de bien, les manants de cette terre adoptèrent pour leur communauté le nom de « Villers Sire Sirnon ». remplaçant ainsi le nom d'origine qui était « Villars-le-Vert ».
Durant la Révolution, la commune porte le nom de Villers-la-Montagne  en 1793.
Ses habitants sont appelés les Villerois et parfois les Villers-Simonois.

## Histoire
Avant la Révolution française, Villers-Sir-Simon était le siège d'une seigneurie.
Pendant la Première Guerre mondiale, en août 1915, des troupes ont établi leur cantonnement dans la commune située à l'arrière du front de l'Artois.

## Politique et administration

### Découpage territorial
La commune se trouve dans l'arrondissement d'Arras du département du Pas-de-Calais.

#### Commune et intercommunalités
La commune est membre de la communauté de communes des Campagnes de l'Artois.

#### Circonscriptions administratives
La commune est rattachée au canton d'Avesnes-le-Comte.

#### Circonscriptions électorales
Pour l'élection des députés, la commune fait partie de la première circonscription du Pas-de-Calais.

### Élections municipales et communautaires

#### Liste des maires
| Période                                  | Période                     | Identité        | Étiquette | Qualité                                                                                                   |
| ---------------------------------------- | --------------------------- | --------------- | --------- | --- |
| Les données manquantes sont à compléter. |                             |                 |           | |
| avant 1995                               | 2001                        | Louis Boulanger | DVD       | |
| mars 2001                                | En cours (au 13 avril 2022) | Xavier Normand  |           | Ingénieur et cadre technique d'entreprise Réélu pour le mandat 2014-2020, Réélu pour le mandat 2020-2026, |

## Population et société

### Démographie

#### Évolution démographique
L'évolution du nombre d'habitants est connue à travers les recensements de la population effectués dans la commune depuis 1793. Pour les communes de moins de 10 000 habitants, une enquête de recensement portant sur toute la population est réalisée tous les cinq ans, les populations de référence des années intermédiaires étant quant à elles estimées par interpolation ou extrapolation. Pour la commune, le premier recensement exhaustif entrant dans le cadre du nouveau dispositif a été réalisé en 2006.

En 2022, la commune comptait 136 habitants, en évolution de +16,24 % par rapport à 2016 (Pas-de-Calais : −0,72 %, France hors Mayotte : +2,11 %).
| 1793 | 1800 | 1806 | 1821 | 1831 | 1836 | 1841 | 1846 | 1851 |
| ---- | ---- | ---- | ---- | ---- | ---- | ---- | ---- | ---- |
| 156  | 156  | 128  | 165  | 151  | 162  | 160  | 177  | 176  |

| 1856 | 1861 | 1866 | 1872 | 1876 | 1881 | 1886 | 1891 | 1896 |
| ---- | ---- | ---- | ---- | ---- | ---- | ---- | ---- | ---- |
| 167  | 170  | 159  | 173  | 161  | 131  | 130  | 110  | 126  |

| 1901 | 1906 | 1911 | 1921 | 1926 | 1931 | 1936 | 1946 | 1954 |
| ---- | ---- | ---- | ---- | ---- | ---- | ---- | ---- | ---- |
| 128  | 124  | 118  | 110  | 110  | 108  | 107  | 112  | 105  |

| 1962 | 1968 | 1975 | 1982 | 1990 | 1999 | 2006 | 2011 | 2016 |
| ---- | ---- | ---- | ---- | ---- | ---- | ---- | ---- | ---- |
| 105  | 125  | 99   | 114  | 120  | 121  | 132  | 125  | 117  |

| 2021 | 2022 | - | - | - | - | - | - | - |
| ---- | ---- | - | - | - | - | - | - | - |
| 131  | 136  | - | - | - | - | - | - | - |

#### Pyramide des âges
La population de la commune est relativement jeune.
En 2018, le taux de personnes d'un âge inférieur à 30 ans s'élève à 41,9 %, soit au-dessus de la moyenne départementale (36,7 %). À l'inverse, le taux de personnes d'âge supérieur à 60 ans est de 19,6 % la même année, alors qu'il est de 24,9 % au niveau départemental.
En 2018, la commune comptait 56 hommes pour 62 femmes, soit un taux de 52,54 % de femmes, légèrement supérieur au taux départemental (51,50 %).
Les pyramides des âges de la commune et du département s'établissent comme suit.
| Hommes | Classe d’âge | Femmes |
| ------ | ------------ | ------ |
| 0,0    | 90 ou +      | 1,6    |
| 7,1    | 75-89 ans    | 8,2    |
| 12,5   | 60-74 ans    | 9,8    |
| 21,4   | 45-59 ans    | 16,4   |
| 17,9   | 30-44 ans    | 21,3   |
| 19,6   | 15-29 ans    | 23,0   |
| 21,4   | 0-14 ans     | 19,7   |

| Hommes | Classe d’âge | Femmes |
| ------ | ------------ | ------ |
| 0,5    | 90 ou +      | 1,6    |
| 5,6    | 75-89 ans    | 8,9    |
| 16,7   | 60-74 ans    | 18,1   |
| 20,2   | 45-59 ans    | 19,2   |
| 18,9   | 30-44 ans    | 18,1   |
| 18,2   | 15-29 ans    | 16,2   |
| 19,9   | 0-14 ans     | 17,9   |

## Culture locale et patrimoine

### Lieux et monuments
- Une magnifique statue en bois du XIIIe siècle dans l'église Saint-Éloi.
- Stèle aux aviateurs américains, tués dans l'explosion de leur appareil le 27 août 1943.

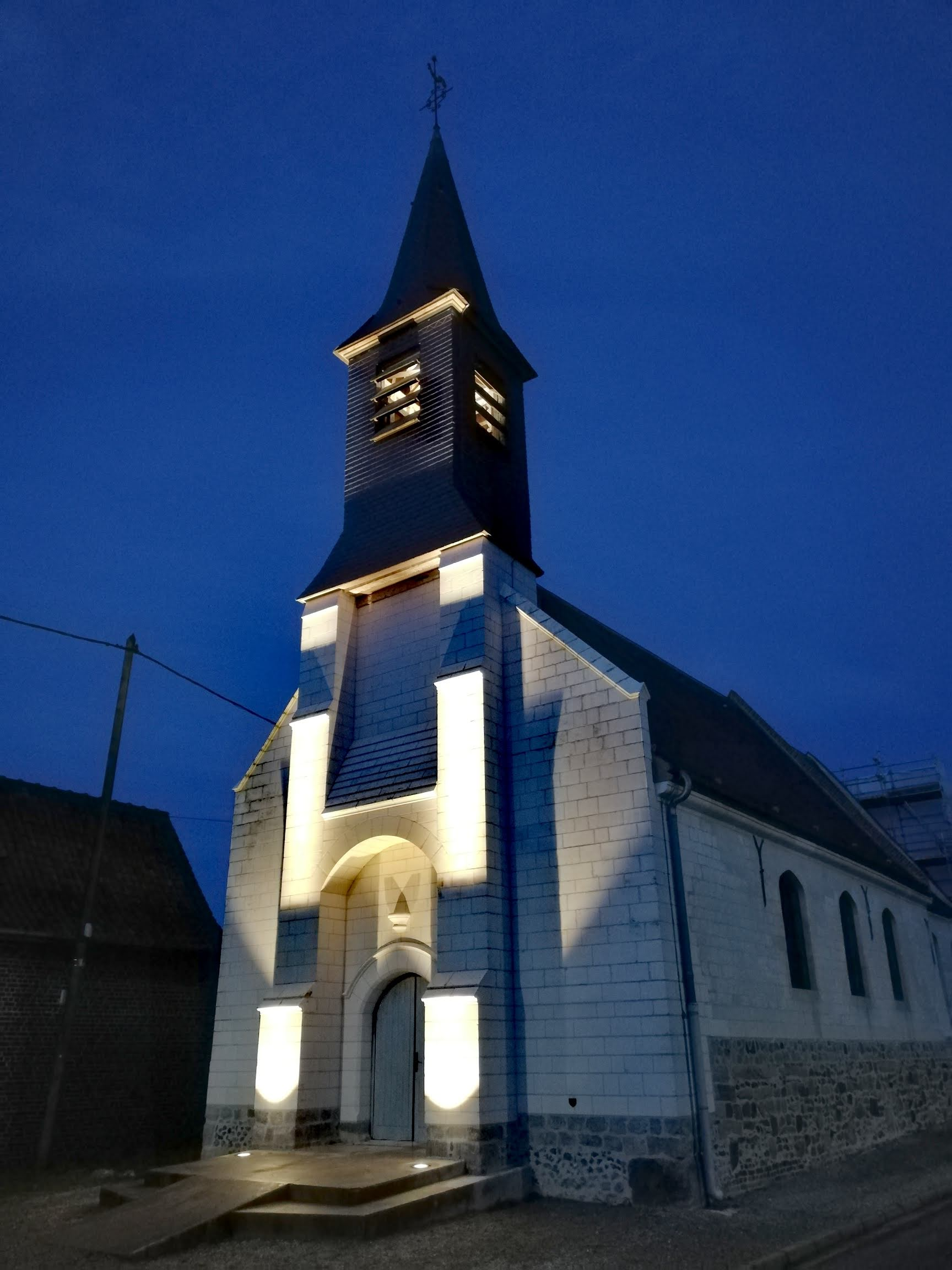
L'église Saint-Éloi de nuit.
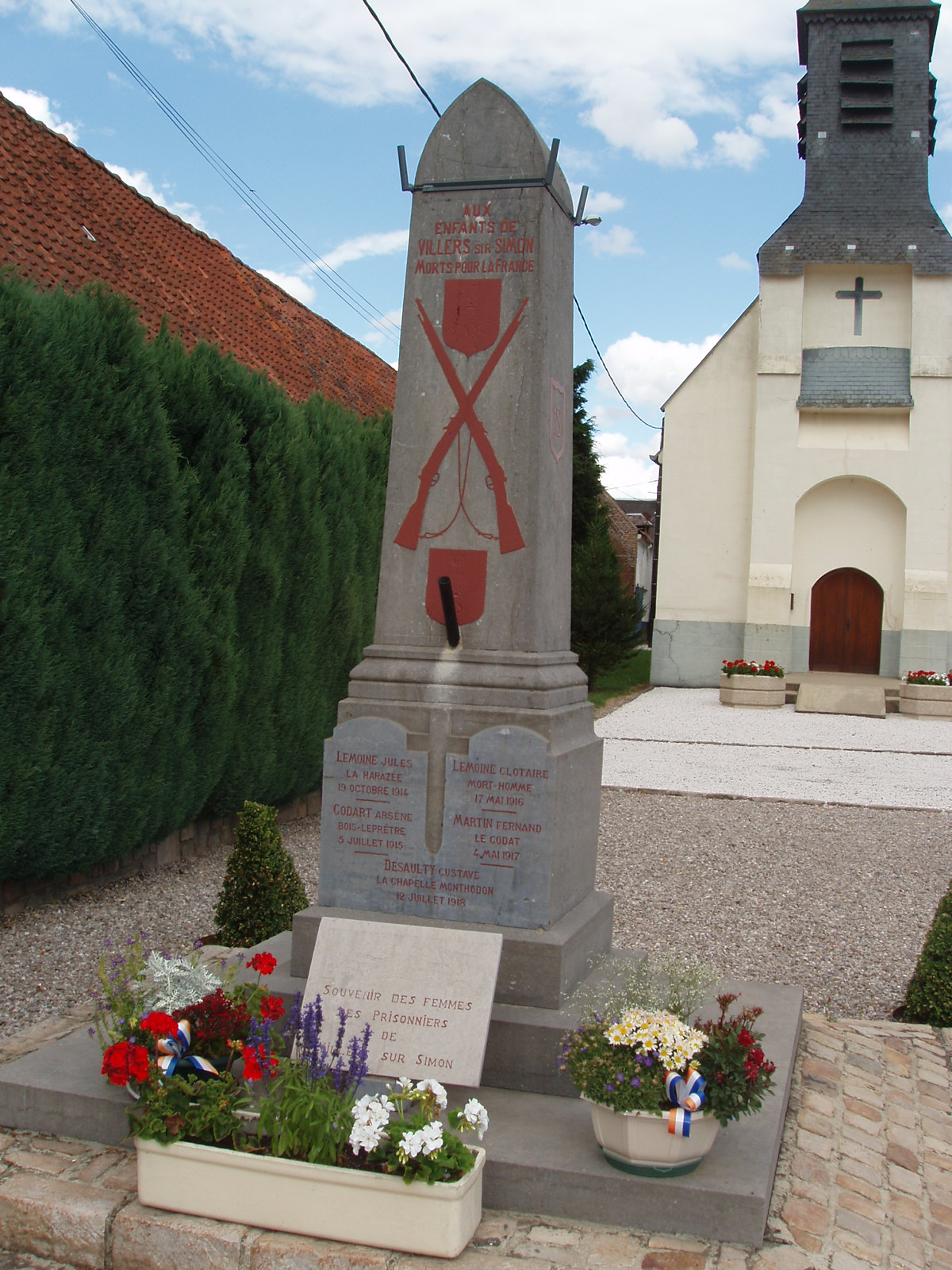
Monument aux morts.

### Personnalités liées à la commune
- Jean-Baptiste Boucquel, décédé écuyer, était aux XVIIe et XVIIIe siècles, conseiller au conseil d'Artois, seigneur de Warlus, Sombrin, Villers-Sir-Simon, Valhuon. Il a rendu plusieurs services à son roi, le roi de France[20].
- Paul François Boucquel, écuyer, fils de Jean-Baptiste, seigneur des mêmes lieux que son père, a reçu en octobre 1723, des lettres de chevalerie héréditaire données à Versailles, en récompense des services rendus au roi en tant qu'officier au régiment de dragons d'Artois[20]. En octobre 1736, il demeure à Sombrin et bénéficie de nouvelles lettres données à Versailles. Elles l'autorisent à décorer ses armes d'une couronne de comte et à prendre deux tigres comme supports. Cette autorisation lui est accordée en raison des services rendus au roi par son père, par lui-même, et par deux de ses fils, au service dans la deuxième compagnie des mousquetaires à cheval de al garde du roi, l'un depuis le 20 août 1727 et l'autre depuis le 12 décembre 1734[32].

### Héraldique
| Armes de Villers-Sir-Simon | Les armes de Villers-Sir-Simon se blasonnent ainsi : Coupé d'azur au chevron renversé d'or et d'argent au chevron de gueules, les deux chevrons appointés. |

## Pour approfondir